# Marjana Ivanova-Jevsejeva
 Marjana Ivanova-Jevsejeva (Daugavpils, 1 de setembre de 1982) és un polític letó, membre del Partit Socialdemòcrata «Harmonia» i diputada de la 12a Saeima (Parlament Letó).